# Biblische Notizen. Neue Folge
Die Fachzeitschrift Biblische Notizen, ab Nr. 121 (2004) Biblische Notizen. Neue Folge (Abkürzung BN bzw. BN.NF) ist eine christliche, wissenschaftlich-theologische Publikation römisch-katholischer Ausrichtung, die 1976 von Manfred Görg gegründet wurde und vierteljährlich herausgegeben wird. Gegenwärtige Herausgeber sind die Salzburger Theologieprofessoren Friedrich Vinzenz Reiterer und Kristin De Troyer. Die Zeitschrift wird am Fachbereich Bibelwissenschaft und Kirchengeschichte der Universität Salzburg für den Druck vorbereitet und enthält wissenschaftliche Fachartikel aus den Fächern Biblische Exegese, Biblische Theologie, Christliche Archäologie sowie Kultur- und Religionsgeschichte. Den Schwerpunkt der Forschung bildet die Zeit des Zweiten Jerusalemer Tempels. Die Zeitschrift wird im Verlag Herder herausgegeben.